# Volley-ball assis
Le volley-ball assis, ou simplement volley assis, est un parasport dérivé du volley-ball pratiqué assis par des handicapés physiques. Il oppose deux équipes de six joueurs sur un plancher.
Ce sport est apparu dans les années 1940 comme moyen thérapeutique. La première compétition a été organisée aux Pays-Bas en 1956. Le sport devient paralympique en 1980 pour les hommes et en 2004 pour les femmes.
Le sport est régi au niveau international par World ParaVolley (anciennement Organisation mondiale de volleyball pour handicapés), fédération de référence pour le Comité international paralympique.
En France, la Fédération française de volley (FFVolley) a reçu délégation le 31 décembre 2016 du ministère des Sports pour organiser la pratique du volley-ball assis.

## Historique
La discipline est créée dans les années 40. Ainsi, une version du volley-ball assis est utilisée en 1943 comme forme de réhabilitation à Londres,. En 1944, une version du volley-ball assis est pratiquée par des vétérans dans un hôpital de Brigham City, Utah, États-Unis.
Le Comité des sports néerlandais (Dutch Sports Committee) organise une manifestation le 5 mai 1956 au stade olympique d'Amsterdam devant 25 000 spectateurs.
En 1967, l'Allemagne, les Pays-Bas, la Suède et le Danemark, participent à une compétition de sitzball (de)  (2 x 10 min et filet à 1,50 m).
Les 15 et 16 avril 1979, à Arnhem (Pays-Bas) sont invités huit pays pour tester différentes règles (sitzball, fistball, volley-ball assis) en vue des Jeux paralympiques de 1980 qui doivent se tenir à Arnhem.
En 1980, le volley-ball assis est introduit pour la première fois aux Jeux paralympiques.
En 1994, est créée la World Organization Volleyball for Disabled (WOVD).
L'épreuve féminine est introduite aux Jeux paralympiques de 2004 à Athènes.
En 2014, la WOVD devient World ParaVolley et est la première organisation à utiliser le terme « para ».

## Règles
Les règles du volley assis sont basées sur les règles de la Fédération internationale de volley-ball, avec quelques modifications mineures. Le terrain est plus petit (10 x 6 m) et le filet est moins haut (1,15 m pour les hommes, 1,05 m pour les femmes), et le jeu est beaucoup plus rapide que le volley debout. Il se joue au meilleur des 5 sets, la première équipe à atteindre 25 points (avec au moins une avance de deux points) remporte le set.
Les équipes en compétition dans les événements masculins et féminins, sont composées de six joueurs. Les joueurs doivent tout le temps être en contact avec le sol, ils se déplacent en glissant avec l'aide de leurs membres. Ils peuvent utiliser toutes les parties de leur corps pour garder le ballon en jeu.

## Classification
Les sportifs sont classés en deux catégories, :
| Catégorie | Observations                                     |
| --------- | ------------------------------------------------ |
| VS1       | Athlète présentant des déficiences importantes.  |
| VS2       | Athlète présentant des déficiences moins graves. |

Les équipes sont composées de 12 joueurs de catégories mixtes dans les épreuves masculines et féminines ; dix joueurs sont de la catégorie VS1 et deux joueurs au maximum de la catégorie VS2. Six joueurs sont sur le terrain à la fois, cinq joueurs sont de la classe VS1 et un joueur maximum de la classe VS2,.
Avant le 1er janvier 2018, la catégorie VS1 était dénommée D, et la catégorie VS2 était dénommée MD.

## Compétition
Le volley-ball assis est sport paralympique depuis les Jeux paralympiques de 1980 pour les hommes et 2004 pour les femmes.